# Castor canadensis

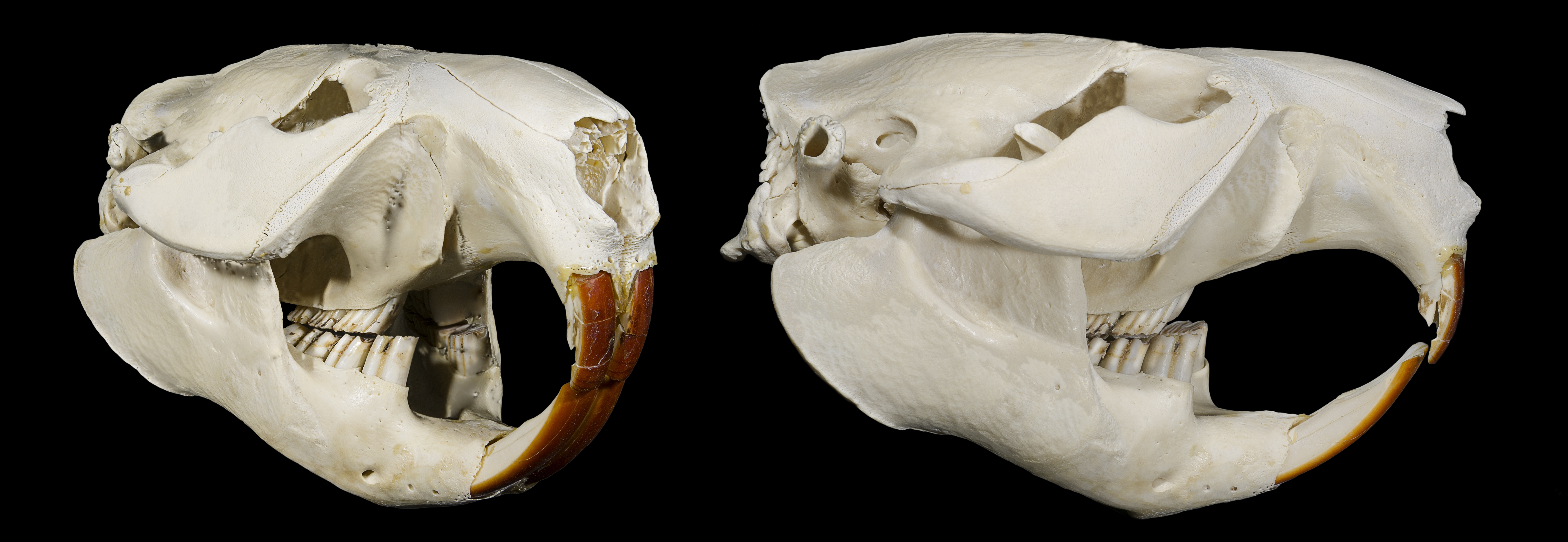
Cráneo.

El castor americano o castor del Canadá (Castor canadensis) es una especie de mamífero castorimorfo de la familia Castoridae, una de las dos pertenecientes al género Castor. Se caracteriza por ser un roedor semiacuático, además de ser la segunda especie capaz de dar forma o modificar su entorno (después del ser humano).

## Descripción
Es un animal que puede llegar a medir unos 70-80 centímetros de largo y pesar hasta 32 kilogramos aproximadamente, siendo considerado como el roedor más grande de Norteamérica.[cita requerida] Posee un cuerpo bastante robusto y musculoso que se cubre con su pelaje de color café rojizo a oscuro, el cual tiene la capacidad de no dejar pasar el agua al interior de su cuerpo cuando se encuentra en el agua; es de orejas cortas y redondas color oscuro, patas traseras más largas que las delanteras y garras de gran longitud, lo que facilita el manejo de alimentos y poder hacer sus madrigueras o diques. De dientes extremadamente largos que crecen a lo largo de toda su vida ya que se desgastan de manera continua. Sus fosas nasales y orejas pueden cerrarse para así evitar la entrada de agua, y sus ojos están protegidos por una membrana nictitante, lámina ubicada detrás de los párpados cuya función es precaver la desecación del ojo. Su cola es de textura escamosa y en la superficie tienen glándulas que segregan un líquido denominado castóreo, el cual es utilizado para marcar territorio.[cita requerida]

## Distribución y hábitat
Está ampliamente distribuido en Canadá, México, Estados Unidos, y además es un ejemplar introducido en países como Finlandia, Rusia, Alemania, Bélgica y en la Isla Grande de Tierra del Fuego, ubicada en la Patagonia Chilena y Argentina.
Su hábitat se encuentra cerca de lagunas, lagos y arroyos con acceso a recursos de alimentos y construcción para crear de madrigueras que incluyen musgos, palos, ramas y barro.
Los castores se encuentran desde el nivel del mar, y pueden estar hasta a 650 m.s.n.m., incluso estando presentes en la mayoría de cuencas
Los castores son considerados "ingenieros de ecosistemas" debido a su capacidad para modificar su entorno. Al construir presas, crean estanques que sirven de hábitat para diversas especies, incluyendo peces, anfibios y aves migratorias. Estos humedales no solo aumentan la biodiversidad, sino que también actúan como sistemas de filtración natural que mejoran la calidad del agua al atrapar sedimentos y contaminantes

## Comportamiento
Animal nocturno capaz de permanecer durante mucho tiempo en el agua. Puede sumergirse en ella hasta por 15 minutos aproximadamente. Es un animal que vive en colonias actuando siempre en conjunto para la recolección de alimento y cuidado de la zona en la que habitan. Su manera para advertir el peligro al grupo, es azotando la cola en el agua, de esta forma alertando a los demás de la familia.
En el ámbito reproductivo, el macho y la hembra alcanzan su madurez sexual cerca de los tres años. Son animales monógamos, es decir, que mantienen una misma pareja a lo largo de su vida exceptuando cuando uno de ellos muere, es ahí cuando encuentran una nueva pareja. El apareamiento transcurre entre enero y marzo, como también puede ser entre noviembre y diciembre. Tienen un periodo de gestación de tres meses, donde las crías desarrollan su pelaje cuando se encuentran dentro de la madre. El tamaño promedio de la camada es de 3 a 4 crías. Las crías pueden entrar a nadar al día después del parto. El destete se genera a partir de las dos semanas de nacidos, aun así quedándose junto a la madre por un mes.
Además del periodo de apareamiento mencionado (de enero a marzo), es relevante señalar que el ciclo reproductivo de gestación es de 105 días y puede variar según las condiciones ambientales. Las crías son completamente independientes a los dos meses, aunque pueden permanecer con sus padres por mas tiempo.

## Alimentación
Es de carácter herbívoro, se alimenta particularmente de corteza, vegetación acuática, raíces, brotes y celulosa proveniente de ella. Tiene la capacidad de digerir esto gracias a microorganismos que se encuentran en el interior de su estómago

## Introducción en Isla Grande de Tierra del Fuego
En el año 1946 fueron introducidos un total de 20 castores en la desembocadura del Río Claro al lago Khami (Fagnano). Aquella introducción ha causado impactos tanto ecológicos como económicos, sobre todo en bosques. Es una especie categorizada altamente dañina, además de tener una expansión sostenida entre 3 y 6 kilómetros por año, distribuyéndose en prácticamente toda de la isla, estimando que actualmente hay una población superior a 60.000 castores y al menos 13.000 colonias en el territorio chileno. También existen datos de su presencia en parque nacional Cabo de Hornos, Reserva Nacional Laguna Parrillar, Río Hollemberg (ubicado en el sur de Puerto Natales).
En Magallanes son menos abundantes en hábitats esteparios patagónicos del noreste de Isla Grande, y predominan mayormente en lugares de bosques caducos y siempreverdes, además de la tundra magallánica al Este.
Estudios han demostrado que la mayor preferencia que tienen los castores es en ambientes que tienen la presencia de especies como lenga (Nothofagus pumilio) y ñire (N. antartica), asociados a cursos de agua, mientras que aquellos ambientes que son menos ocupados por ellos son los sectores de bosques que tienen guindo o coihue de Magallanes (N. betuloides), especie que tiene la particularidad de tener una madera más densa que el N. pumilio mencionado anteriormente. También es relevante mencionar que las especies más dañadas en la zona de Tierra del Fuego es N. pumilio, alterando su estructura y dinámica natural en la que se encuentran.
Estudios realizados en otros países han concluido que la acción de castores altera bastante la dinámica de la población, modificando la composición de comunidades originales y la biomasa. Autores han analizado también la forma de invasión que tienen los castores, de esta manera afirmando que los sectores que se han visto mayormente afectado corresponden a bosques ubicados a menos de 200 metros desde las orillas de ríos y vertientes.
El programa GEF castor aborda el fortalecimiento y desarrollo de instrumentos para un adecuado manejo, prevención y control de esta especie exótica invasora en la Patagonia Chilena y Argentina, buscando evitar de esta manera el avance de la especie y preservar los bosques e incluso ecosistemas nativos que se pudiesen ver afectados